# Alchemilla pinguis
Alchemilla pinguis é uma espécie de rosácea do gênero Alchemilla, pertencente à família Rosaceae.